# 尤利西斯鎮區 (內布拉斯加州巴特勒縣)
尤利西斯鎮區（英語：Ulysses Township）是位於美國內布拉斯加州巴特勒縣的一個行政鎮區。

## 地方資料
尤利西斯鎮區的面積為93.99平方千米，皆為陸地。根據2020年美國人口普查的數據，當地共有人口315人，而人口密度為每平方千米3.35人。